# Chisa Yokoyama
Chisa Yokoyama 横山 智佐 (Yokoyama Chisa?) (Tokyo, 20 dicembre 1969) è una doppiatrice giapponese. È la fondatrice e direttrice della propria compagnia di doppiaggio, chiamata Banbina ed aperta dopo aver lasciato la Arts Vision. Quando era una studentessa, è stata un'assistente di Jump Broadcasting Station di Weekly Shōnen Jump (1988–1996). È principalmente conosciuta per i ruoli di Sasami Masaki Jurai (Chi ha bisogno di Tenchi?), Lucrezia Noin (Mobile Suit Gundam Wing) e Sakura Shinguji (Sakura Wars).

## Ruoli principali
- Sasami e Tsunami - Chi ha bisogno di Tenchi?
- Ryoko Subaru - Mobile Battleship Nadesico
- Chiaki Enno - Zenki
- Lucrezia Noin - Gundam Wing
- Yuna - Galaxy Fraulein Yuna
- Ryukia - Kouryu Densetsu Villgust (OAV)
- Ferris - Black Magic M-66 (debutto)
- Genki - Monster Rancher
- Noah Kaiba - Yu-Gi-Oh!
- Biscuit Krueger - Hunter × Hunter (serie animata 2011)
- Satomi Yajima - Variable Geo
- Chun-Li - Street Fighter II V
- Hinageshi - Yu Yu Hakusho: Poltergeist Report
- Misanagi - Rurouni Kenshin
- Crimson Scorpion - Steam Detectives
- Maria Renard - Castlevania: Symphony of the Night
- Sakura Shinguji - Granblue Fantasy
- Biscuit Krueger - Hunter × Hunter: Nen × Impact
- Biscuit Krueger - Jump Force
- Lucia - Lunar: Eternal Blue
- Lucia - Lunar 2: Eternal Blue Complete
- Servbot - Marvel vs. Capcom 2: New Age of Heroes
- Servbot, Mayor Amelia - Mega Man Legends
- Servbot - Mega Man Legends 2
- Servbot - The Misadventures of Tron Bonne
- Hiromi Tengenji, Servbot - Namco X Capcom
- Sakura Shinguji, Servbot - Project X Zone
- Sakura Shinguji - Project X Zone 2
- Sakura Shinguji - Sakura Wars
- Sakura Shinguji - Sakura Wars 2: Thou Shalt Not Die
- Sakura Shinguji - Sakura Wars 3: Is Paris Burning?
- Sakura Shinguji - Sakura Wars 4: Fall in Love, Maidens
- Sakura Shinguji - Sakura Wars: In Hot Blood
- Sakura Shinguji - Sakura Wars: So Long, My Love
- Yasha - Sakura Wars (videogioco 2019)
- Lucrezia Noin - Super Robot Wars Alpha
- Lucrezia Noin - Super Robot Wars Alpha Gaiden
- Lucrezia Noin - Super Robot Wars Alpha 2
- Lucrezia Noin - Super Robot Wars Alpha 3
- Lucrezia Noin, Ryoko Subaru - Super Robot Wars A Portable
- Lucrezia Noin - Super Robot Wars Z2: Destruction Chapter
- Lucrezia Noin - Super Robot Wars Z2: Rebirth Chapter
- Lucrezia Noin - Super Robot Wars Z3: Hell Chapter
- Lucrezia Noin - Super Robot Wars Z3: Heaven Chapter
- Ryoko Subaru - Super Robot Wars V
- Lucrezia Noin - Super Robot Wars X
- Ryoko Subaru - Super Robot Wars T
- Sakura Shinguji - Super Robot Wars 30
- Nelsha Stylus - Thousand Arms
- Sarah - Cleopatra DC
- Milly - Teknoman
- Misty - Gulliver Boy
- Sana Kurata - Kodomo no omocha (OAV)
- Flute - Il violinista di Hamelin (film)
- Doruku - Wataru
- Blanca - Sugar Sugar